# Église Saint-Seurin de Gabarnac
L'église Saint-Seurin de Gabarnac est une église catholique située dans la commune de Gabarnac, dans le département de la Gironde, en France.

## Localisation
L'église est située dans la partie nord du lieu-dit dénommé le Bourg, le long de la route communale qui traverse le village et mène vers le nord-ouest à Loupiac et vers le sud-est à la petite route entre Sainte-Croix-du-Mont et Mourens.

## Historique
L'église Saint-Seurin est un minuscule sanctuaire au sommet de la terrasse surplombant la vallée de la Garonne. Elle a un nef unique, un chœur carré couvert en berceau brisé et est terminée par un chevet plat. La façade occidentale est coiffée d'un clocher-mur rectangulaire à trois baies. En dehors de sa façade, l'édifice est quasi monacale, sans la moindre décoration sculpté. 
Elle abrite une piéta du XVIe siècle classée au titre des Monuments Historiques depuis 1971.
Construite au XIe siècle, l'édifice est inscrit au titre des monuments historiques par arrêté du 21 novembre 1925 pour son portail, qui remonte sans doute à la fin du XIIe ou le début du XIIIe siècle, restauré en 1899. La façade occidentale était restaurée en 1934 et le clocher-mur en 2006.

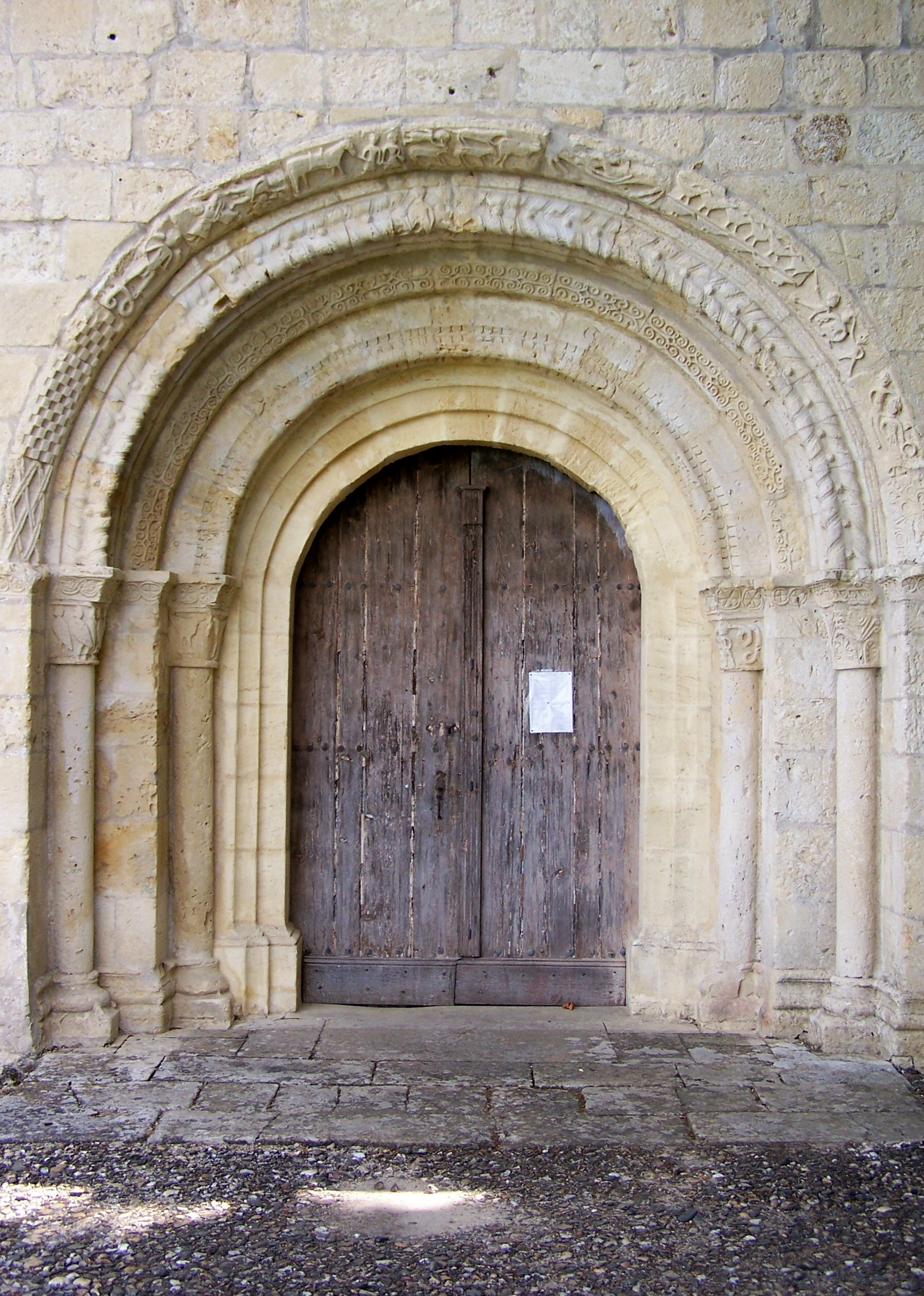

Le portail, à faible ébrasement, a quatre voussures : une fine voussure sur imposte et trois larges voussures en ressaut, qui retombent sur huit chapiteaux. Les voussures ont un décor riche et diversifié. La surface du répertoire ornemental (damiers, losanges, perles, etc.) est plus importante que celle du programme figuré.
Une particularité de la façade est l'absence totale de tout symbole chrétien ou référence biblique !
Si les descriptions des neuf épisodes historiés de l'archivolte extérieure sont placées les unes après les autres on a le synopsis parfait d'un roman courtois, très en vogue à l'époque de la construction de l'église. Les trois chapiteaux historiés existants ont un lien direct avec les scènes de l'archivolte, cCe qui laisse supposer que les chapiteaux aujourd'hui disparus et l'originel du chapiteau à décor géométrique, qui est un remploi tardif, avaient, eux aussi, un lien avec ces scènes.
L'illustration en langue d'oc ou d’oïl de textes profanes dans un lieu sacralisé était une révolution. On peut trouver, dans les églises, des exemples de tous les courants littéraires : l'épopée, la fable, la satire et, comme ici, le roman courtois. Les sculptures de Gabarnac datent du premier quart du XIIe siècle et les grands succès de l'époque étaient : Flamenca, Tristan et Iseut, Fénice et Cligès, le Roman de la Rose, le Roman d'Alexandre  et la Légende arthurienne. Le récit qui a inspiré les sculptures à Gabarnac est inconnu.

## Iconographie du portail[2]
Les sculptures des chapiteaux existants sont frustes, issus d'un atelier de deuxième ordre ou l’œuvre d'apprentis.
Les chapiteaux nord
Deux volatiles :
Les oiseaux efflanqués encadrent et picorent une pomme de pin. Sur le tailloir, des rouelles à six quartiers ont été juxtaposées.
Quatre guerriers :
Les soldats progressent en file indienne, deux par face. Leurs corps sont dissimulés derrière des écus à pointe avec des motifs différents. Les deux premiers soldats regardent directement vers le début de l'archivolte historiée. Aujourd'hui, les premiers claveaux portent des motifs géométriques (billettes et entrelacs). Ils sont des remplois tardifs et, à l'origine, on peut supposer qu'il y avait une scène en rapport avec les guerriers et les chapiteaux historiés. Le troisième guerrier exhibe un objet cylindrique qui paraît enroulé sur lui-même, peut-être un étendard.
Les chapiteaux sud
Avarice et Luxure :
Un personnage nu, à grosse tête, se tient à l'angle de la corbeille, les bras ballants, les jambes écartées et les mains en direction de ses parties génitales. Il y a deux énormes serpents qui lui chuchotent à l'oreille. On voit une protubérance pectorale, qui est plutôt une bourse d'avare qu'une poitrine de femme. Dans l'iconographie romane, il était usuel de fustiger, dans une même image, les vices de l'Avarice et la Luxure. Le tailloir est décoré avec des rouelles à six quartiers.
Décor géométrique :
Le décor de la corbeille, volutes et rouelles, est purement ornementale. Le tailloir est décoré avec des tiges feuillues entrelacées. Le style est celui du XIe siècle, mais la qualité de l'exécution est moins experte que celle des sculptures de l'archivolte. Il est probable que cette corbeille remplace la corbeille d'origine, qui était historiée avec un thème en rapport avec les autres sculptures du portail.
Les voussures
Les deux premières voussures portent un décor non-figuré. 
Sur le plat de la troisième voussure, au claveau central, enfouie dans un décor surchargé, on voit une femme nue, qui touche sa vulve avec sa main gauche. La sculpture est érodée et, peut-être, aussi victime d'un martelage des puritains.
La typologie de ces images, qui ont été qualifiées d'obscènes ou impudiques au XIXe siècle, est assez codifiée ,. On retrouve des sculptures semblables sur les églises romanes de tout l'arc atlantique depuis le nord de l'Espagne jusqu'à l'Irlande. Les commanditaires religieux, à l'époque ou l’Église a imposé le célibat des prêtres, ont dicté les canons de ce genre de caricatures : le message envoyé par la laideur de la femme avant toute chose et la gestuelle est que la vulve de la femme un endroit aussi périlleusement diabolique pour l'homme que la gueule béante de l'Enfer.
L'archivolte externe
Cette moulure est constituée d'un remarquable frise de bandeaux sculptés en neuf épisodes. Les illustrations sont totalement profanes, mais on devine une intention moralisatrice. La « chevauchée des amoureux qui se termine mal », est une thème dont les textes littéraires romans se raffolaient, avec une luxe de détails charnels qui sont simplement suggérés ici.
Au début de l'arc, il y a des claveaux disparates, à décor d'entrelacs et damiers, sans aucun rapport avec l'histoire. Ils sont des pièces de rafistolage, insérées lors d'une réparation tardive.
Scène I : L'homme ithyphallique
L'homme est nu et ithyphallique avec un scrotum énorme. Il se tient debout. Un long serpent a commencé à s'enrouler autour sa jambe gauche. Dans sa main gauche, il brandit une tige ou un serpent et dans sa main droite un rouleau.
Scène II : Rencontre galante
Un couple est couché sur le dos, à même le sol. L'homme est étendu en travers, sur la poitrine de sa partenaire, dans un enlacement amoureux. Ils sont habillés.
Scène III : Deuxième homme ithyphallique
Un homme nu, avec un long pénis, se tient debout en avançant la jambe gauche. Il salue (le couple ?) de la main gauche et, dans sa main droite, tient une tige feuillue portant trois fruits. Ses deux bottines gisent par terre. 
Par la préhension de la tige fructifère et son état d'érection, il représente la possession charnelle et la présence de ses bottines indique qu'il s'est déshabillé ; sa figuration dans le récit n'est pas uniquement symbolique.
Scène IV : Tableau bucolique
Le couple de la deuxième scène se promène, main dans la main. La jeune femme, dont le visage a été martelé, est reconnaissable à ses deux petits seins. Autour de son poignet gauche, est enroulé un bandeau ou une écharpe. Son chevalier servant tient son destrier de la main gauche. Le cheval est harnaché comme à la fin du XIe siècle : l'arçon (une partie de la selle), l'étrivière courte et l'étrier sont parfaitement identifiables.
Scène V : Chasse aux cerfs
Le veneur à pied sonne le cor pour annoncer que le cerf, à droite, est aux abois. 
Cet enchainement de l'amour et de la chasse était un procédé littéraire commun à l'époque.
Scène VI : Deux bêtes
Deux animaux indéterminés, à croupe haute, aux pattes arrière allongées semblent combattre. Leurs longs cous sont entrelacés.
Scène VII : Les oiseaux superposés
En haut, des échassiers affrontés deux à deux, entrelacent leurs cous. En bas, des volatiles processionnent vers la droite.
Scène VIII : Exécution d'un homme
Au centre, la victime est de face. Il tient un objet rectangulaire dans sa main droite (coffret, livre ?). Il lève la tête et tend le cou à l'homme avec l’épée. Celui-ci tient le bras droit de la victime de sa main gauche et s’apprête à la décapiter avec son épée. La troisième homme tient la tête de la victime.
Scène IX : Pendaison d'une femme
On voit un homme cambré qui semble flotter dans les airs. Il appuie la main gauche sur la tête, visiblement affligée, d'une femme. Sa main droite vient de passer une corde (terminée par un anneau ou nœud coulant ?) autour du cou de la femme, comme pour une pendaison.
Toute la façade de l'église est un « sermon en pierre » qui dénonce la luxure, l'avarice, l'amour interdit et leurs conséquences néfastes, en n'utilisant que des représentations profanes. L'intrusion de la littérature profane dans les églises est un fait historique dans des villes importantes, mais à Gabarnac, une petite église de l'Entre-deux-Mers, région tout à fait rurale, c'est assez inattendu.